# Michaela Coel

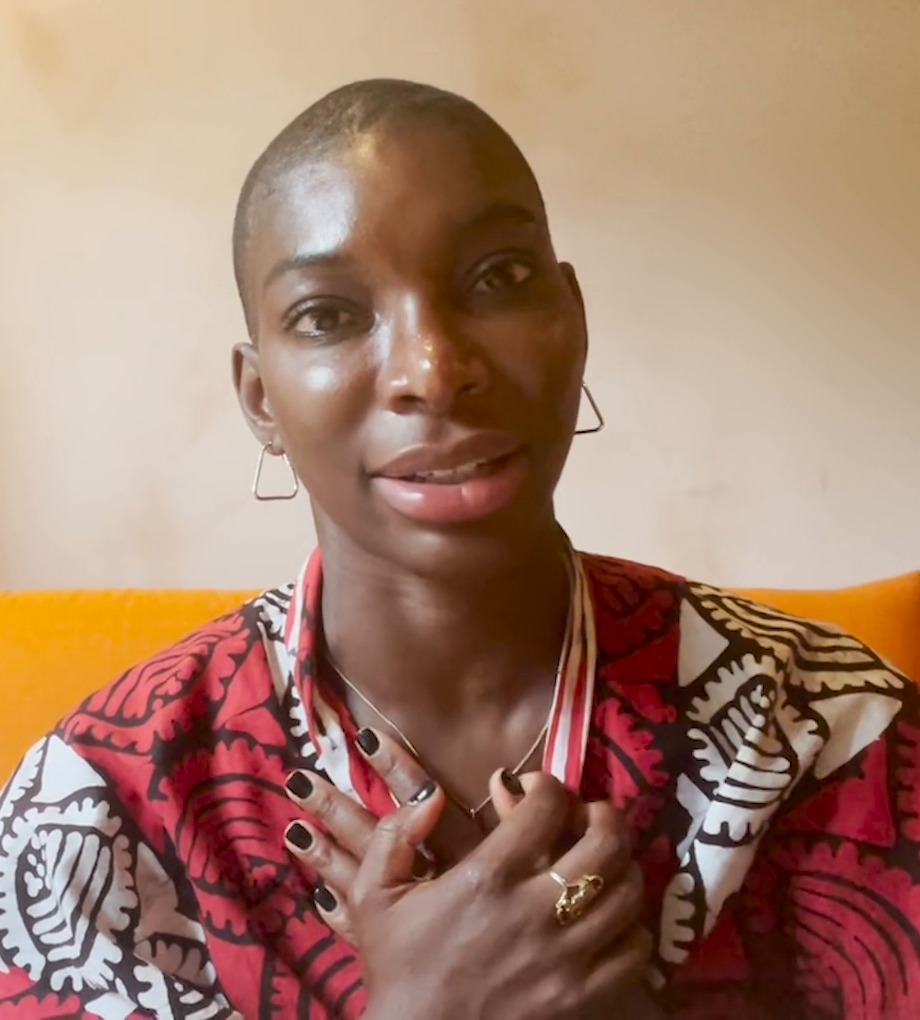
Michaela Coel 2021

Michaela Coel (* 1. Oktober 1987 in London als Michaela Ewuraba Boakye-Collinson) ist eine britische Poetin, Drehbuchautorin und Schauspielerin ghanaischer Abstammung. 
Sie kreierte die Fernsehserien Chewing Gum von 2015 bis 2017 nach ihrem Theaterstück Chewing Gum Dreams sowie die 2020 erschienene I May Destroy You über sexuelle Gewalt, für die sie jeweils das Drehbuch schrieb und die Hauptrolle spielte. Bei britischen Fernsehpreisen wurde sie mit erster für ihre Comedy-Performance und mit zweiter als beste Schauspielerin, Autorin und Regisseurin ausgezeichnet. Dazu erhielt sie 2021 einen Emmy für I May Destroy You; sowie einen weiteren 2024 für eine Gastrolle in Mr. & Mrs. Smith.

## Frühes Leben

### Herkunft und Ausbildung
Michaela Coel wurde unter dem Namen Michaela Ewuraba Boakye-Collinson als Tochter ghanaischer Eltern geboren, die sich vor ihrer Geburt getrennt hatten, und wuchs daher mit ihrer Mutter und ihrer älteren Schwester im London Borough of Tower Hamlets auf. Dort war sie in der Grundschule das einzige schwarze Mädchen ihrer Altersklasse, was dazu führte, dass sie als isoliertes Mädchen andere schlug und mobbte. Die Universität brach sie zweimal ab.
Mit 18 Jahren wurde Coel pentekostale Christin und begann, zölibatär zu leben. Ihr Verhalten als Christin beschreibt sie selbst als militant und urteilend, wodurch sie ihre Freunde verlor. Um sich über Christus auszudrücken, begann sie 2006, Gedichte zu schreiben, die sie im Theater Hackney Empire vortrug. Dort entdeckte sie der Theaterautor und -regisseur Ché Walker, der sie darauf in einen Meisterkurs, den er an der Royal Academy of Dramatic Art gab, einlud. Danach ging Coel auf die Guildhall School of Music and Drama, wo sie ihre Religion wieder ablegte. Sie meldete sich auf Anregung Walkers bei Guildhall an, erhielt ein Stipendium und war dort die erste schwarze Frau seit fünf Jahren, die sich einschrieb. Ihren Abschluss machte sie 2012.

### Chewing Gum Dreams
2012 schrieb Cole ihr Abschlussprojekt an der Guildhall: Chewing Gum Dreams, das sie im Yard Theatre in Hackney Wick aufführte und 2014 in der Shed (dem Temporary Theatre) des Royal National Theatre. Dort hatte sie im selben Jahr bereits in zwei Stücken, Home und Blurred Lines, gespielt und als viertes folgte die Medea. Coels Stück ist als One-Woman-Show ein 45 Minuten langer, semi-autobiographischer Monolog in der Rolle der 14-jährigen Tracey, die Bühne nur mit einem einzelnen Stuhl bestückt. Das Stück erhielt sehr positive Kritiken: Oliver Prout vom Evening Standard und Maddy Costa vom Guardian vergaben 4 von 5 Sterne. Costa nennt es eine überschäumende, gutgelaunte Performance und ein Knallbonbon an Monolog.

### Persönliches
Coel identifiziert sich als aromantisch.

## Fernsehkarriere

### Eigene Serien

#### Chewing Gum
Coel wurde von der Produktionsfirma Retort auf die Idee einer Fernsehserie angesprochen, zögerte aber erst noch. Sie wurde zunächst überredet, sich für eine Rolle in Top Boy zu bewerben, in der sie 2013 in zwei Episoden erschien. Danach drehte sie mit Channel 4 zwei sogenannte Comedy Blaps, und im August 2014 genehmigte der Sender eine Comedy-Fernsehserie namens Chewing Gum. Sie wurde von Oktober 2015 bis Februar 2017 ausgestrahlt und zeigt Coel als 24-jährige Tracey. Coel schrieb außerdem die Drehbücher aller Episoden und schrieb und sang den Titelsong und weitere Lieder und wirkte in der zweiten Staffel an der Produktion mit. In der sehr positiven Rezeption der Serie wird ihre Comedy-Leistung hochgelobt. Mike Hale von der New York Times schreibt, Coel sei ein Clown im besten und traditionellen Sinn: „voll Freude, zügellos, ohne Scham und bereit, in jede Richtung zu gehen auf der Suche nach Lacher.“ Für den Guardian schreibt Filipa Jodelka nach der ersten Staffel, Coels Timing, Wärme und Gabe für Körper-Comedy mache sie zur Wiederkunft von Lucille Ball. Für die Serie wurde Coel mit zwei BAFTA Awards und zwei Royal Television Society Awards, jeweils als Breakthrough-Talent und für ihre Comedy-Leistung, ausgezeichnet.

#### I May Destroy You
Im August 2018 hielt Coel mit dreißig Jahren als jüngste Person und erste schwarze Frau die MacTaggart Lecture genannte Keynote-Rede beim Edinburgh International Television Festival und enthüllte, dass sie in einer Nacht, in der sie an dem Drehbuch für die zweite Staffel von Chewing Gum geschrieben hatte, sexuell missbraucht worden war. Am selben Tag gab BBC die Bestellung einer neuen Serie von Coel mit dem Arbeitstitel Jan 22nd bekannt, in der sie das Thema sexueller Einwilligung in der heutigen Zeit erforsche. Im Oktober 2019 wurde bekannt, dass die Serie von HBO koproduziert wird. Coel hatte das Angebot einer Streaming-Plattform, ihre eigene Serie zu kreieren und anzuführen, während alle Besitzrechte bei dem Streamingdienst liegen sollten, abgelehnt und nach Gründung ihrer eigenen Produktionsfirma FALKNA Productions in BBC und HBO neue Partner für das Projekt gefunden. Außerdem tat sie sich mit Phil Clarke von Various Artists Limited, der Head of Comedy bei Channel 4 war, als sie Chewing Gum entwickelt hatte, zusammen. Sie schrieb an allen zwölf Episoden gleichzeitig, was etwa anderthalb Jahre dauerte. Am 8. Mai 2020 wurde bekannt gegeben, dass die Serie I May Destroy You heißen wird und am 7. Juni 2020 auf HBO und am 8. Juni im Vereinigten Königreich auf BBC One Premiere hat. Coel nennt die Serie, in der ihre Figur nach Betäubung durch K.-o.-Tropfen sexuell missbraucht wird, aufgrund ihrer eigenen Erfahrung „definitiv nicht vollständig fiktional“. Sie lief in den Vereinigten Staaten bis zum 24. August 2020.
Im August 2020 führte die britische Vogue Coel in ihrer Liste einflussreicher Frauen, die das Jahr beeinflusst und geprägt haben. Im September führte die Time sie in der Time-100-Liste der einflussreichsten Personen des Jahres mit einer Vorstellung durch Lena Waithe. Im Oktober hatte sie beim London Film Festival den Vorsitz der Jury für den IWC Schaffhausen Filmmaker Bursary Award inne. Im November benannte das Wall Street Journal bei den Innovator Awards Coel als Television Innovator mit einer Vorstellung durch Phoebe Waller-Bridge. Die Website TVLine benannte sie zur Darstellerin des Jahres 2020. Im März 2021 setzte die RadioTimes sie an die Spitze der TV-100-List der größten Fernsehstars von 2020; Charlotte Moore, Chief Content Officer von BBC, schrieb dazu: „Michaela Coel ist ein seltenes und besonderes Talent vor und hinter der Kamera. […] Wir sind unglaublich glücklich, jemanden mit Michaelas Courage und Vision an der Spitze des britischen Dramas zu haben.“

#### First Day on Earth
Im August 2024 wurde Coels nächste Serie angekündigt unter dem Titel First Day on Earth, die von HBO und der BBC koproduziert wird. Coel schreibt die Drehbücher, fungiert als ausführende Produzentin und übernimmt wieder die Hauptrolle. Sie spielt, erneut mit autobiografischen Zügen, eine britische Autorin, die durch ein Jobangebot nach Ghana geht, dem Heimatland ihrer Eltern, und so eine neue Verbindung zu ihrer Familie und Herkunft aufbaut.

### Anderes
2015 hatte Coel eine Gastrolle in London Spy und 2016 eine Hauptrolle in The Aliens. Sie ist eine von wenigen Schauspielern, die in der Anthologieserie Black Mirror in mehr als einer Episode zu sehen war; nämlich in Abgestürzt und USS Callister. 2018 spielte sie bei Netflix die Hauptrollen in der Serie Black Earth Rising und dem Film Been So Long.
Im Juli 2021 wurde Coel für Black Panther: Wakanda Forever besetzt als Aneka. In den Comics verliebt Aneka sich in die Kriegerin Ayo, die im Film von Florence Kasumba gespielt wird. Coel sagte, dass die Rolle queer ist, sei, was sie überzeugte, sie anzunehmen, und was sie Ghana zeigen wolle, das drakonische Gesetze gegen Homosexualität hat.
2024 erschien Coel mit einer Gastrolle in der Dramaserie Mr. & Mrs. Smith und wurde für diese mit einem Emmy ausgezeichnet.

## Buch
Im April 2021 wurde angekündigt, dass Coels erstes Buch mit dem Titel Misfits: A Personal Manifesto am 7. September des Jahres im Vereinigten Königreich beim Verlag Ebury und in den Vereinigten Staaten bei Henry Holt erscheint. Es enthält ihre James MacTaggart Memorial Lecture vom August 2018.

## Veröffentlichungen
EP
- 2007: May 22nd

LP
- 2009: Fixing Barbie
- 2011: We're the Losers

Theaterskript
- 2013: Chewing Gum Dreams, Oberon Books, London, ISBN 978-1-78319-014-0

Buch
- 2021: Misfits: A Personal Manifesto, Ebury Press, London, ISBN 978-1-5291-4825-1
  - deutsch: 2022: Misfits: Ein Manifest, übersetzt von Dominique Haensell, Ullstein Buchverlage, ISBN 978-3-550-20207-0

## Theatrografie
- 2013: Three Birds (Bush Theatre)
- 2013, 2014: Home (Royal National Theatre)
- 2013, 2014: Chewing Gum Dreams (Royal Exchange Theatre und Royal National Theatre)
- 2014: Blurred Lines (Royal National Theatre)
- 2014: Medea (Royal National Theatre)

## Filmografie
Als Schauspielerin
- 2013: Top Boy (Fernsehserie, Episoden 2x03–2x04)
- 2013: Law & Order: UK (Fernsehserie, Episode 7x03)
- 2014: Monsters: Dark Continent
- 2015–2017: Chewing Gum (Fernsehserie, 12 Episoden, auch Drehbuch)
- 2015: London Spy (Fernsehserie, Episode 1x02)
- 2016: The Aliens (Fernsehserie, 6 Episoden)
- 2016–2017: Black Mirror (Fernsehserie, 2 Episoden)
- 2017: Star Wars: Die letzten Jedi (Star Wars: The Last Jedi)
- 2018: Black Earth Rising (Fernsehserie, 8 Episoden)
- 2018: Been So Long
- 2020: I May Destroy You (Fernsehserie, 12 Episoden, auch Regie und Drehbuch)
- 2022: Black Panther: Wakanda Forever
- 2024: Mr. & Mrs. Smith (Fernsehserie, 1 Episode)

## Auszeichnungen
- Laurence Olivier Bursary Award 2011
- Alfred Fagon Award 2012: Beste schwarze Theaterautorin, für Chewing Gum Dreams[33]

für Chewing Gum:
- British Academy Television Awards 2016: Beste weibliche Comedy-Leistung[34]
- British Academy Television Craft Awards 2016: Breakthrough Talent[35]
- RTS Television Awards 2016: Breakthrough, Comedy-Performance[36]
- Internationale Filmfestspiele Berlin 2018: European Shooting Stars

für I May Destroy You:
- African-American Film Critics Association TV Honors 2021: Breakout Creative Award[37]
- British Academy Television Craft Awards 2021: Beste Regie (Fiktion) und Beste Autorin (Drama)
- British Academy Television Awards 2021: Beste Schauspielerin
- Broadcasting Press Guild Awards 2021: Beste Schauspielerin und Beste Autorin[38]
- NAACP Image Awards 2021: Beste Autorin in einer Comedy-Serie
- Primetime-Emmy-Verleihung 2021: Herausragendes Drehbuch für eine Miniserie
- RTS Programme Awards 2021: Beste Schauspielerin und Beste Autorin (Drama)[39]
- Television Critics Association Awards 2021: Individuelle Leistung in einem Drama
- Visionary Honours 2022: Outstanding Achievement Award[40]

für Mr. & Mrs. Smith: 
- Black Reel Awards for Television 2024: Herausragende Gastschauspielerin in einer Dramaserie
- Primetime-Emmy-Verleihung 2024: Herausragende Gastschauspielerin in einer Dramaserie[30]